# San José de Apartadó
San José de Apartado es un centro poblado del municipio de Apartadó ubicado en la zona rural, del Urabá Antioqueño , al norte de Colombia.
Está conectado con la cabecera municipal. por medio de un camino rural. San José de Apartadó cuenta con alrededor de 32 veredas compuestas por familias campesinas que viven de la agricultura, cultivando cacao, banano, plátano, plátano baby y aguacate, entre otros.

## Episodios de violencia
En febrero del 2005 se acusó al Ejército Nacional de Colombia de haber asesinado a tres niños y cinco adultos entre hombres y mujeres, hecho denominado la Masacre de San José de Apartadó.
Los grupos al margen de la ley, además de las matanzas, han azotado a la población aunque también lo ha hecho la fuerza pública, tanto la policía como el Ejército de Colombia. En dicho pueblo se presentó el primer caso del Escándalo de los falsos positivos, donde se involucró a miembros del Ejército de Colombia en el asesinato de civiles inocentes, haciéndolos pasar como guerrilleros muertos en combate. Este suceso se dio en San José de Apartadó apenas cuatro días después de que se declarara ese municipio como comunidad de paz en marzo de 1997. De acuerdo al reporte de la Policía, entre el 27 y el 28 de marzo fueron desaparecidos tres campesinos y asesinados dos más que luego fueron presentados como guerrilleros muertos en combate por militares de la brigada XVII. La investigación de la Fiscalía concluyó que el proyecto paramilitar en el Urabá unió al grupo 'La 35 de la casa Castaño' con la brigada XVII en su intención de atacar la presencia del V frente de las Farc.

## Desarrollo de la comunidad
Uno de esos eventos que promueve la cultura, el deporte es el campeonato anual donde se unen los jóvenes de las diferentes zonas representando a sus veredas con diferentes equipos de fútbol, lo cual crea una excelente expectativa no solo en los jóvenes sino en toda la comunidad. Los juegos de fútbol son los domingos, día que la mayoría de campesinos salen al caserío de San José de Apartado a tener un día apartado de sus labores cotidianas.
El padre jesuita Javier Giraldo, quien ha apoyado y respaldado de cerca esta comunidad, señaló en marzo de 2017 que las cosas seguían muy delicadas y denunció que, en los últimos meses, tras la salida de los dos frentes guerrilleros que hacían presencia en el territorio, al Urabá han llegado cerca de 500 paramilitares que se autodenominan Autodefensas Gaitanistas. El padre Giraldo recordó las palabras del misionero laico Eduar Lanchero, que durante 15 años acompañó esta comunidad de paz que sobrevivió a 25 atentados y murió hace 4 años de cáncer, “la paz se construye todos los días, la paz no es una firma entre políticos, la paz debe ser una construcción social que rompa el miedo y la violencia”.